# Sincé
Sincé, in passato San Luis de Sincé, è un comune della Colombia facente parte del dipartimento di Sucre.
L'abitato venne fondato da Antonio de la Torre y Miranda nel 1775.